# Ouvreuse

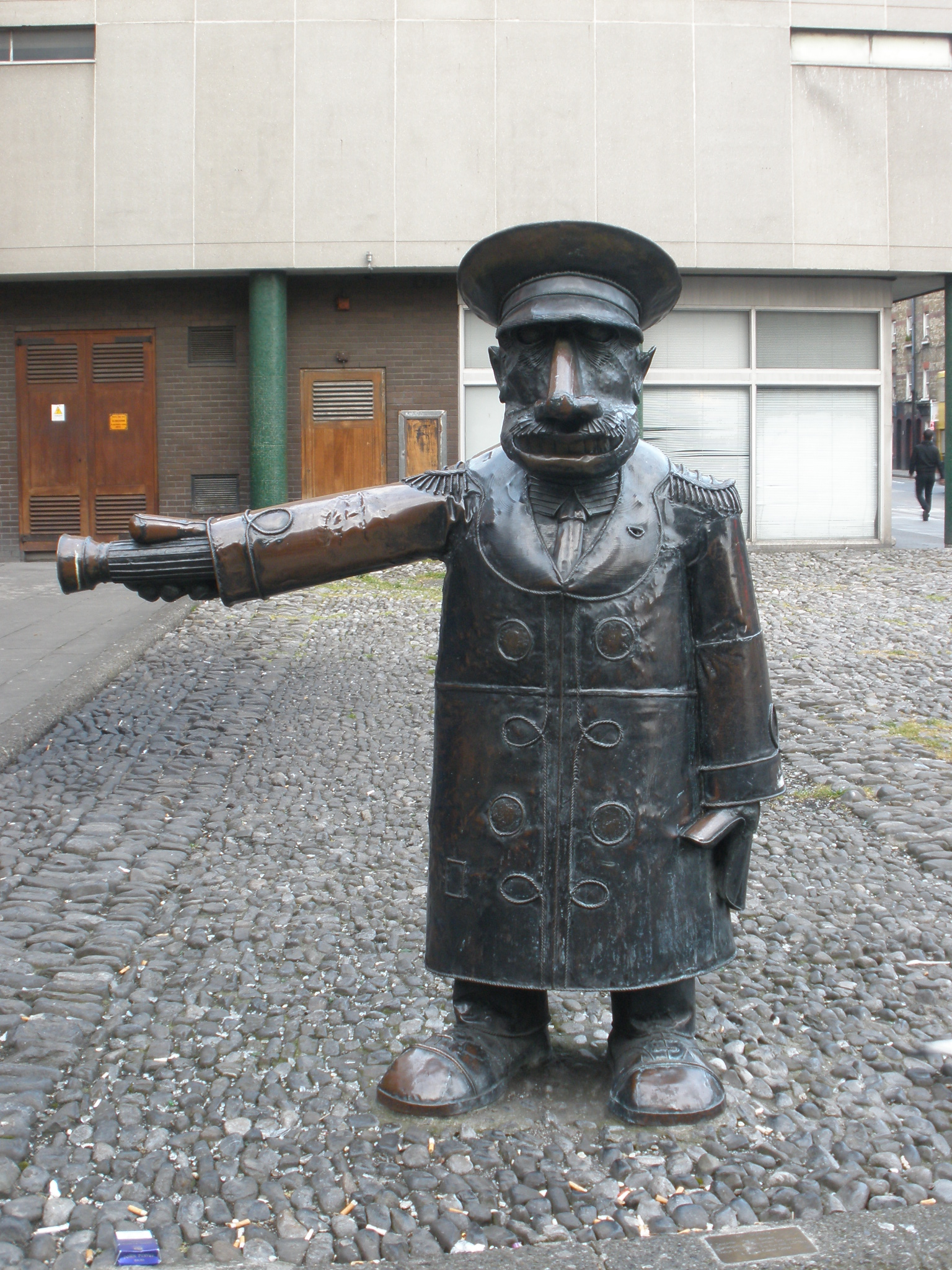
Standbeeld van een mannelijke ouvreuse

Een ouvreuse is een vrouw die in een schouwburg of een bioscoop de plaatsen aanwijst. 
Als de filmvoorstelling al begonnen was en het donker was in de zaal, had zij een zaklantaarn om de kaartjes van de bezoekers te kunnen lezen, waarna zij de bezoekers naar hun zitplaats begeleidde waarbij zij het gangpad verlichtte zodat de bezoekers konden zien waar ze liepen. In bioscopen is het beroep van ouvreuse min of meer verdwenen. In plaats daarvan staat dan op de kaartjes aangegeven op welke plaatsen de bezoekers moeten gaan zitten, zodat ze hier zelf naartoe kunnen lopen.
Met de huidige sociale bescherming van de werknemers is een ouvreuse een normaal betaald beroep. Voor de Tweede Wereldoorlog en vaak nog daarna, werd de ouvreuse meestal niet door haar werkgever betaald. Haar inkomen bestond uit haar deel in de opbrengst van de verkochte programma's en fooien. Tijdens de pauze kwam daar nog een commissie op verkochte frisdrank en snoep bij.
Sommige bioscoopketens hadden op die manier een leger aan gratis werkkrachten in hun zalen.
Er is geen mannelijke vorm van het woord ouvreuse. Hij wordt meestal gastheer genoemd.